# Benalla Art Gallery
Benalla Art Gallery est un musée d'art publique située dans la ville régionale de Benalla dans l'État de Victoria en Australie.
Benalla Art Gallery est un musée publique et gratuit situé à Benalla, qui a ouvert ses portes en 1975. Le journal Herald Sun de Victoria l'a décrit en 2013 comme l'une des dix meilleures musées régionaux de Victoria. Le complexe du musée a été conçu par Colin Munro et Philip Sargeant. Le projet initial du musée a été réduit, avant qu'une proposition d'extension ne soit étudiée en 2013 

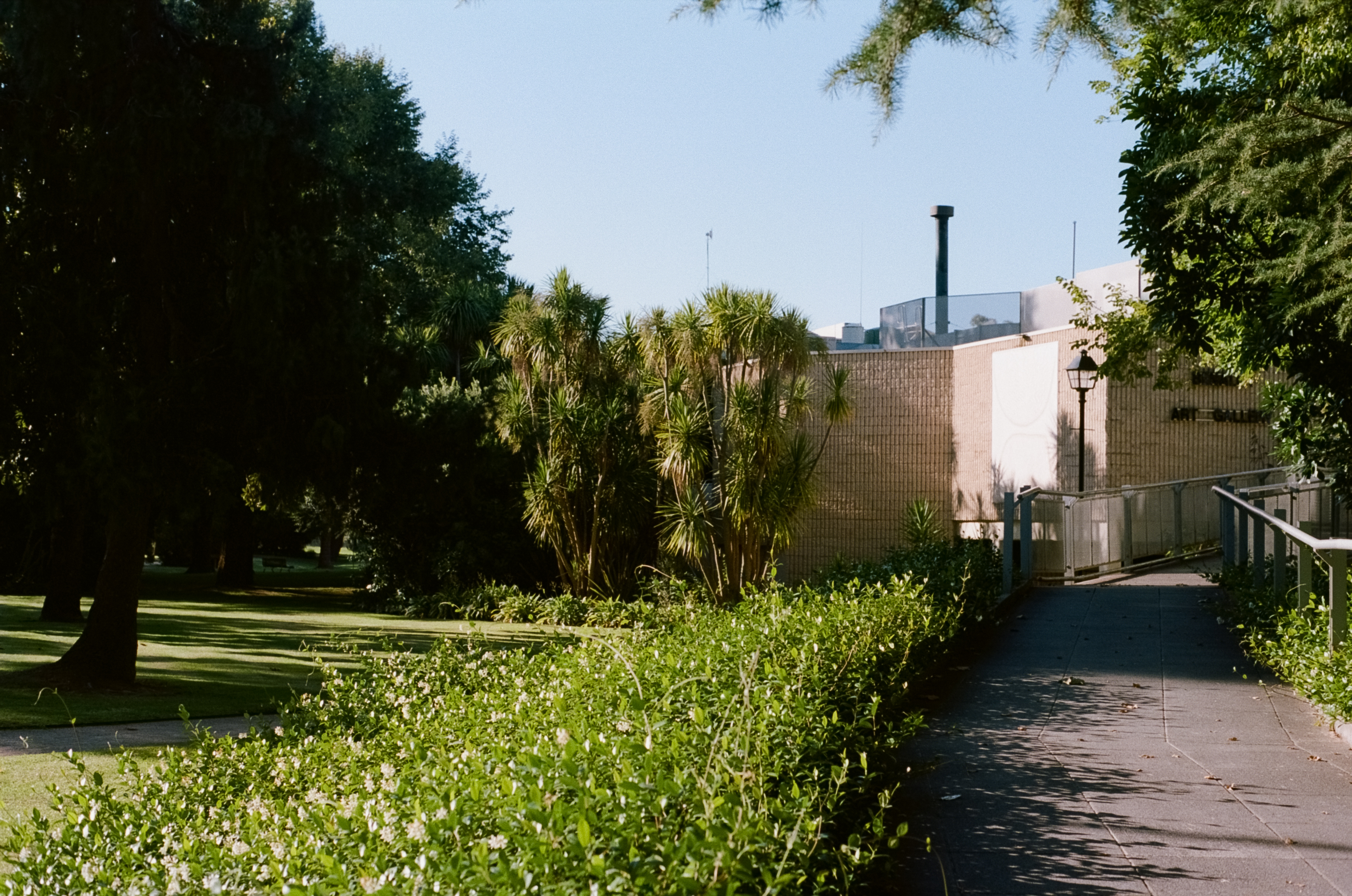
Entrée du Benalla Art Gallery.

En 2013, un nouveau prix artistique a été annoncé pour récompenser une œuvre représentant la figure humaine nue . Le lauréat du prix Benalla Nude Art Prize 2014, d'une valeur de 50 000 $, est Juan Davila. Les artistes dont les œuvres sont conservées au Benalla Art Gallery incluent Constance Stokes et Jan Hendrik Scheltema.
Le musée est membre de la Public Galleries Association of Victoria.